# Kako so nastale ZDA

Kako so nastale ZDA je slovenska proza.Napisal jo je Milan Dekleva, ilustrirala pa jo je Urška Stropnik Šonc. Izdala in založila jo je Pozoj, in sicer leta 1998 v Velenju.

## Vsebina
Živel je kralj, ki se je naveličal svojega poklica. Zato je sinovom, dal nalogo. Sinovi so skupaj odšli v svet, vendar so tam raje uživali, kot pa da bi iskali najtežjo uganko. Po poti nazaj v grad, so le naključno našli uganko. Po prispetju v kraljestvo, so skupno uganko zastavili kralju. Seveda jo je kralj takoj uganil in zakričal: „Odstopam!“ Čez čas je kraljestvo razpadlo na enainpetdeset kosov in tako so nastale Združene države Amerike.

## Literarni liki
Glavni lik zgodbe je kralj. Po trinajstih letih se je naveličal svojega poklica, zato se je odločil, da svojo dolžnost, da enemu od treh sinov. Sinovom je dal nalogo, da naj poiščejo najtežjo uganko na Svetu. 
Ostali liki, ki jih zasledimo v zgodbi pa so še: sinovi kralja (Elis, Edvard in Janez), svetovalec.

## Analiza
Čas ni točno določen, vendar ga je mogoče razbrati. Dogajalni prostor je opisan v gradu, ki pa se tekom dogajanja spreminja, torej je določen. Za to pripoved je značilno tudi, da dobro zmaga nad slabim, imena nekatrih likov so izražena.  
V zgodbi zasledimo tudi veliko žargonskih besed. Preko celotne zgodbe ne prepoznamo pripovedovalca zgodbe in se zaključi s srečnim koncem.